# Ребошу Вас, Камилу Аугушту Миранда
Ками́лу Аугу́шту де Мира́нда Ребо́шу Ваш (порт. Camilo Augusto de Miranda Rebocho Vaz; 7 октября 1920, Авиш, Португалия — 23 декабря 1998, Коимбра, Португалия) — португальский военный деятель и колониальный администратор, генерал-губернатор Анголы (1966—1972).

## Биография
Окончил пехотное училище.
- 1950—1955 гг. — начальник службы снабжения пехотного полка в Луанде,
- 1957—1958 гг. — прошел переподготовку для руководящих кадров,
- 1960—1966 гг. — командовал рядом военных соединений в Анголе,
- 1966—1972 гг. — генерал-губернатор Анголы.

## Награды
| Страна     | Дата                           | Награда                             | Награда                                     | Литеры |
| ---------- | ------------------------------ | ----------------------------------- | ------------------------------------------- | ------ |
| Португалия | 25 марта 1971 —                | Командор                            | Военного ордена Святого Бенедикта Ависского | ComA   |
| Португалия | 2 февраля 1959 — 25 марта 1971 | Офицер                              | Военного ордена Святого Бенедикта Ависского | OA     |
| Португалия | —                              | Гранд-офицер Военного ордена Христа | Гранд-офицер Военного ордена Христа         | GOC    |